# Jean-Ricner Bellegarde
Jean-Ricner Bellegarde (sinh ngày 27 tháng 6 năm 1998) là một cầu thủ bóng đá người Pháp hiện đang chơi ở vị trí tiền vệ cho câu lạc bộ Wolverhampton Wanderers.